# ディープ・インパクト (探査機)
ディープ・インパクト (Deep Impact)は、アメリカ航空宇宙局（NASA）のディスカバリー計画の一環として行われていた彗星探査計画、または探査機の名前である。
ディープ・インパクトは、2005年1月12日の打上げ以降、173日をかけて約4億3100万 kmを旅した後、テンペル第1彗星に向けて、重さ約370kgの衝突体（インパクター）を発射した。衝突体は、米東部夏時間の7月4日午前1時52分に彗星に衝突した。衝突時のスピードは時速約3万7,000キロメートル (km/h)であった
2007年以降は、名称をエポキシに変えて運用が続けられ、2010年11月4日にはハートレー第2彗星に接近して観測を行った。その後も延長ミッションが続けられていたが、通信が途絶えて復旧出来なくなったため、2013年9月20日に運用終了したことが発表された。

## 概要
この計画は、テンペル第1彗星に重さ370 kgの銅とアルミニウムからなる合金製インパクターを撃ち込み、その衝突によって出来るクレーターや飛び散る塵から彗星の内部構造を調査するというものである。彗星の内部構造の解明、またその観測データからの太陽系や惑星誕生のメカニズムの解明が期待されている。
観測は、探査機に搭載されたカメラ・赤外線スペクトロメータで行われた。また、ハッブル宇宙望遠鏡、スピッツァー宇宙望遠鏡、その他数々の地上の望遠鏡からも可視光線や赤外線などによる観測が行われた。
インパクターには、人工知能が与えられ、搭載されているカメラで目標である核の画像を撮影、自ら解析し、最も効果的な観測が可能だと思われる地点（太陽光が当たる“昼”の部分で出来るだけ平坦な箇所）に衝突するように姿勢制御を行うように設計された。
NASAは、「彗星に名前を届けよう」というキャンペーンを企画した。これは、世界中から有志の名前を募集し、集まった名前をコンパクトディスクに書き込んで彗星に届けるものである。名前を書き込まれたCDは、インパクターに搭載されて彗星に衝突した。

## エポキシ
当初の目標を達成したディープ・インパクトは、2007年より名称をエポキシ (EPOXI)に変更して活動を続けた。この計画は探査機に搭載された望遠鏡を用いて太陽系外惑星の観測を行う Epoch (Extrasolar Planet Observation and Characterization)と、新しい彗星の接近観測を行う DIXI (Deep Impact eXtended Investigation)の2つのミッションから構成されている。ディープ・インパクトを再利用したことで、計画は4,000万ドルの低予算で実現された。
2013年8月8日に探査機との最後の通信を行った後、交信ができなくなった。当時はアイソン彗星の観測を行うなど、週に1回の断続的な運用が行われていたが、探査機の姿勢が回転し、制御不能で通信ができない状態となった。NASAはしばらく復旧を試みていたが成功せず、2013年9月20日に公式に運用終了を発表した。

## 日程
- 2005年
  - 1月12日午後1時47分（米国東部時間）: ケープカナベラル空軍基地より打上げられた。打上げにはデルタIIロケットが使用された。
  - 7月3日: テンペル第1彗星に88万キロメートル (0.88 Gm)の地点まで接近し、衝突体（インパクター）を発射した。
  - 7月4日: 衝突体は彗星に着弾し、本機は爆発によって生じた塵を観測した（衝突体が銅とアルミニウムの合金製なのは、分析の際に彗星由来の物質と区別するため）。衝突体は衝突直前まで彗星の核を撮影した。なお、この日はアメリカ独立記念日だった。
  - 8月21日: 軌道修正に成功、2008年にボーティン彗星 (85P Boethin)とのフライバイなど新たなミッションが決定していたものの、その後ボーティン彗星を見失い、ミッションを再検討していた。
- 2007年
  - 12月13日: 名称をエポキシに変え、2008年1月末、太陽系に近い恒星の軌道を周回する惑星系を観測することになった。
  - 12月31日: 1回目の地球フライバイを実施。
- 2008年12月29日: 2回目の地球フライバイを実施。
- 2010年
  - 6月27日: 最後の地球フライバイを実施。
  - 11月4日: ハートレー第2彗星 (Hartley 2)に約700キロメートルまで最接近してその中心核を観測。
- 2012年10月4日: 地球近傍小惑星の(163249）2002 GTを探査するために飛行速度を秒速2メートル (m/s)加速したと発表[6]。
- 2013年
  - 1月17日: 地球に接近中のアイソン彗星を撮影[7]。
  - 8月8日: この日の交信を最後に衛星とのコンタクトを喪失。
  - 9月20日: NASAが復旧を断念して、運用終了したことを発表。
- 2020年1月4日: 可能なら小惑星163249 (2002 GT)に最接近する予定であった[8]。

## 参加型アウトリーチ
本計画は、その野心的な内容を広く一般に伝え、関心を喚起するためのユニークなアウトリーチ活動を実施した。その代表例が「あなたの名前を彗星へ送ろう（Send Your Name to a Comet）」キャンペーンである。このキャンペーンでは、世界中の人々がインターネットを通じて自分の名前を登録することができ、集められた約62万5000人分の名前が小型のCD-ROMに記録された。このCD-ROMは、彗星に衝突するインパクターに搭載され、名前のリストは文字通り彗星の一部となった。
この取り組みは、一般の人々が遠い宇宙で実行される科学ミッションに直接参加しているという感覚を共有することを可能にした。結果として、本計画は専門家だけのプロジェクトではなく、多くの人々の個人的な関心事となり、ミッションの進捗や成果に対する社会的な注目度を飛躍的に高めることに成功した。

## 関連した話題
2011年2月、テンペル第1彗星にNASAの別の探査機スターダストが訪れ、ディープ・インパクトによる衝突実験の痕跡や彗星の変化を調べた。スターダストはディープ・インパクトより古参（1999年打ち上げ）の彗星探査機で、2006年に宇宙塵サンプルリターン任務を達成した後に、延長ミッションとしてテンペル第1彗星に訪れたものである。
ロシアの占星術師マリーナ・バイは、ディープ・インパクトによる彗星の破壊で、宇宙の自然のバランスが破壊されたとして、2005年7月にNASAに対して精神的損害への賠償として約90億ルーブル（約350億円）を求める訴訟をモスクワで起こした。